# 四照花
四照花（学名：Cornus kousa）是山茱萸科山茱萸属的一种植物。

## 形态
落叶小乔木。小枝细、绿色，后变褐色，光滑。椭圆形叶子对生，全缘，叶表疏生白柔毛。初夏开花，头状花序，序基有4片白色大型总苞片，黄色花瓣。果实聚集成球状，成熟后变紫红色。果9〜10月成熟。

## 分布
分布于台灣、朝鲜半岛以及中国大陆的长江流域以及河南、陕西、甘肃等地，生长于海拔600米至2,200米的地区，一般生长在森林中，目前尚未由人工引种栽培。